# 市民社会
市民社会（しみんしゃかい、英: civil society　独: bürgerliche Gesellschaft　仏: société civile, société bourgeoise）または資本主義社会（しほんしゅぎしゃかい）、近代社会（きんだいしゃかい）、ブルジョア社会（ブルジョアしゃかい）とは、市民階級が封建的な身分制度や土地制度を打倒して実現した、民主的・資本主義的社会。「市民階級」「市民革命」「市民法」「市民的自由」等と共に、第二次大戦後から有力になった用語。
この言葉は本来、「市民革命 (ブルジョア革命) によって成立した社会」を意味する。資本家や知識人らの市民階級が絶対君主制・封建制を打破し、基本的人権を確保したことで市民社会は成立した。政治的には民主主義に、経済的には資本主義に基づく社会だとされる。

## 歴史上の市民社会
古代ギリシア・ローマにおける市民共同体と、その伝統上にある市民革命後の近代市民社会を指すだけでなく、国家権力から統制を受けない「公共空間」を指す場合もあり、マルクス主義の立場からは、階級対立を前提として有産階級が支配する社会としてこの語が用いられる。
また、20世紀前半の思想家アントニオ・グラムシによれば、既にメディア・学校・教会など日常の至る所に国家権力は分散して浸透しており、このことが市民社会を抑圧するとされる。そのため、これに対抗しうる自発的な市民団体の運動をネットワーク化することで、「公共性」・「公共空間」を取り戻そうとする動きもみられる。

### 古代の市民共同体と近代市民社会
西洋古代における市民共同体としては、古代アテネやローマが例として挙げられる。この時代の「市民」とは、重装歩兵としてポリスの防衛にあたり市政に参加するような市民権保有者・自由民を指しており、決して都市の全構成員を指していたわけではなかった。中世の身分制社会においては、各人が権利において対等であることはなく、こうした市民共同体の伝統は失われていた。
市民共同体の復活は、イギリス・フランスにおいては市民革命の成功によって成される。イギリス革命においては中世以来の身分制議会が存続するなど過去の伝統社会も尊重されたが、フランス革命ではアンシャン・レジームを否定し、旧来の身分制社会を完全に解体して人権宣言を掲げた。そのため、フランスのほうがより理念が純化した形で市民社会を築き上げた。すなわち、自由かつ権利において対等な市民の結合という形態により合致する。この新たに形成された市民共同体が国家と結びついて国民共同体が形成された。
近代市民社会においては、個人の自由が保障されることが、その成立の要件となる。すなわち、各個人（市民）が自らの政治的主張・宗教的立場などを他から強制されないことや、各個人が自らの財産を自由に処分でき（私有財産制）、商活動の自由が保障（ギルド廃止など）されていることなどが求められる。イギリス・フランスでは市民革命を通じて市民が政治の主導権を握ったため、これらのことを政府が保障することになった。

### 冷戦以後の動向
ファシズムも、冷戦下における東欧の共産党政権も、国家と党が社会のあらゆる領域にまで干渉して支配・統制するという点では同様であった。（どちらの体制も国家が個人を否定して、政治・経済・社会を完全に統制下におく全体主義へと至る可能性があった。）この点で、上述のグラムシの見解は先見的であったといえる。こうした状況下で市民的自由を確保するためには、従来の共産党・労働組合を主体にした一極型の運動ではなく、日常にまで官僚制やマスメディアを通じて干渉をはかる国家権力に対して、市民の日常生活にかかわる諸団体がネットワークを結んで多極的な抵抗運動を展開すべきだという考えが形成されていった。とりわけ、共産党が市民を抑圧した東欧において、1989年に共産党独裁政権があいついで崩壊した（東欧革命）ことと、その際に市民諸団体が活躍したことは、こうした議論を活性化させていった。またこうした市民社会の復活は、国境を越えたネットワークとなり、その総称であるグローバル市民社会（GCS)の概念が注目されている。ユーゴスラビア空爆などの人道的危機に際して、GCSは人道支援も行っているとカルド―(Mary Kaldor)は指摘する。